# Волков, Богдан Витальевич
Богда́н Вита́льевич Во́лков (р. 7 декабря 1989, Торез, Донецкая область, Украинская ССР, СССР) — российский и украинский оперный и камерный певец (тенор). Солист Берлинской государственной оперы (с 2022).
Выступает на крупнейших оперных сценах мира: Ла Скала, Метрополитен Опера, Ковент-Гарден, Венская опера, Баварская опера, Берлинская опера.

## Биография
Родился 7 декабря 1989 года в городе Торезе Донецкой области.
В 2005—2012 гг. обучался в Киевском институте музыки им. Р. Глиэра (класс Николая Горбатова и Тамары Коваль).
В 2012—2013 гг. обучался в Национальная музыкальная академия Украины имени П. И. Чайковского (класс профессора Александра Дяченко).
В 2013 году принят в Молодёжную оперную программу Большого театра, где продолжил вокальное обучение у Дмитрия Вдовина и Светланы Нестеренко. В этот период Богдан дебютировал в ролях:
Моцарт *"Моцарт и Сальери" Н. Римского-Корсакова), юродивый («Борис Годунов» М. Мусоргского), Кай («История Кая и Герды» С. Баневича), Владимир Игоревич «Князь Игорь» А. Бородина и других…
В феврале 2014 дебютировал в новой постановке оперы «Царская невеста» Н. Римского-Корсакова под музыкальным руководством Геннадия Рождественского. С этой ролью он принял участие в туре Большого театра в Вене, Гонконгском фестивале искусств и Линкольн центре фестивале в Нью-Йорке
В октябре 2015 Богдан успешно дебютировал в партии Ленского в опере П. Чайковского «Евгений Онегин», работая с режиссёром Димитрием Черняковым в его постановке в Большом и дирижёром Александром Ведерниковым.
С 2016 по 2018 год — солист Большого театра.
В ноябре 2016 дебютировал в роли Новичка в опере Б. Бриттена «Билли Бадд» в постановке Дэвида Олдена. В феврале 2017 принял участие в постановке оперы М. Вайнберга «Идиот», исполнив партию князя Мышкина, будучи первым исполнителем этой партии в Большом театре. Затем дебютировал в партии Царя Берендея в новой постановке оперы Римского-Корсакова «Снегурочка». За эти роли награждён Национальной оперной премией «Онегин».
В 2017 Богдан также принимал участие в гастролях Большого театра в Швейцарии и Франции. В июле 2017 исполнил партию Ленского на оперном фестивале Экс-ан-Прованс и оперном фестивале в Савонлинна.
В начале сезона 2017/18 дебютировал на Глайндборнском фестивале в партии Феррандо («Так поступают все женщины» В. А. Моцарта), в апреле 2018 г. впервые выступил в Метрополитен опере в партии Тибальта («Ромео и Джульетта» Ш. Гуно, дирижёр Пласидо Доминго).
В сезоне 2018/19 принял участие в двух постановках Дмитрия Чернякова в операх «Обручение в монастыре» С. Прокофьева (партия Антонио), дирижёр Даниэль Баренбойм, Берлинская государственная опера и «Сказка о царе Салтане» Н. Римского-Корсакова (партия Гвидона), дирижёр Ален Альтиноглу, Королевский театр Ла Монне/Де Мюнт, Брюссель.
В сентябре 2019 года на сцене Музыкального театра им. К. С. Станиславского и Вл. И. Немировича-Данченко исполнил партию Тома Рейкуэлла в опере «Похождения повесы» Стравинского (режиссёр-постановщик — Саймон МакБерни). За эту партию получил звание Лауреата национальной оперной премии премии «Онегин» 2020, номинирован на приз ассоциации музыкальных критиков и российской национальной театральной премии «Золотая маска».
В 2020 году дебютировал на Зальцбургском фестивале в партии Феррандо из оперы В. А. Моцарта «Так поступают все женщины», режиссёр Кристоф Лой, дирижёр Йоана Мальвиц.
Затем дебютировал в Венской государственной опере в партии Ленского в опере П. И. Чайковского «Евгений Онегин», режиссёр Д. Черняков, дирижёр Томаш Хануш.
В начале 2021 года дебютировал в итальянском театре Ла Скала в партии Феррандо из оперы В. А. Моцарта «Так поступают все женщины».
Запланировано участие Б. Волкова в фестивале в Зальцбурге в августе 2024 года в опере Мечислава Вайнберга «Идиот» в партии Мышкина.

## Награды
- 2015 — I премия и приз зрительских симпатий на конкурсе[3][4].
- 2016 — II премия международного конкурса Пласидо Доминго «Опералия» (Гвадалахара, Мексика).
- 2017 — Лауреат Национальной Оперной Премии «Онегин».
- 2017 — Лауреат премии Фонда Елены Образцовой.
- 2019 — Лауреат премии Casta Diva в номинации «Взлет» за партию Ленского в опере «Евгений Онегин» и Берендея в «Снегурочке»[5].
- 2020 — Лауреат V Национальной оперной премии «Онегин» в номинации «Гость» (партия Тома Рэйкуэлла в спектакле «Похождения повесы», Музыкальный театр им. К. С. Станиславского и Вл. И. Немировича-Данченко).
- 2021 — Лауреат III Международной профессиональной музыкальной премии «BraVo» в номинации «Лучший классический мужской вокал».